# Scotowithius helenae
Scotowithius helenae är en spindeldjursart som beskrevs av Beier 1977. Scotowithius helenae ingår i släktet Scotowithius och familjen Withiidae. Inga underarter finns listade i Catalogue of Life.